# Podocerus ulreungensis
Podocerus ulreungensis is een vlokreeftensoort uit de familie van de Podoceridae. De wetenschappelijke naam van de soort is voor het eerst geldig gepubliceerd in 1991 door Kim & Kim.